# مويسيس (لاعب كرة قدم)
مويسيس (بالبرتغالية: Moisés Francisco Dallazen‏) هو لاعب كرة قدم برازيلي في مركز ظهير ‏، ولد في 9 أغسطس 1990 في Aratiba ‏ في البرازيل. لعب مع غريميو بورتو أليغرينزي ونادي برازيل دي بيلوتاس ونادي جوفنتودي ونادي غوياس.

## وصلات خارجية
- مويسيس (لاعب كرة قدم) على موقع إي إس بي إن إف سي (الإنجليزية)
- مويسيس (لاعب كرة قدم) على موقع قاعدة بيانات كرة القدم.إي يو (الإنجليزية)
- مويسيس (لاعب كرة قدم) على موقع Soccerway.com (الإنجليزية)